# دروازه اصفهان (شیراز)

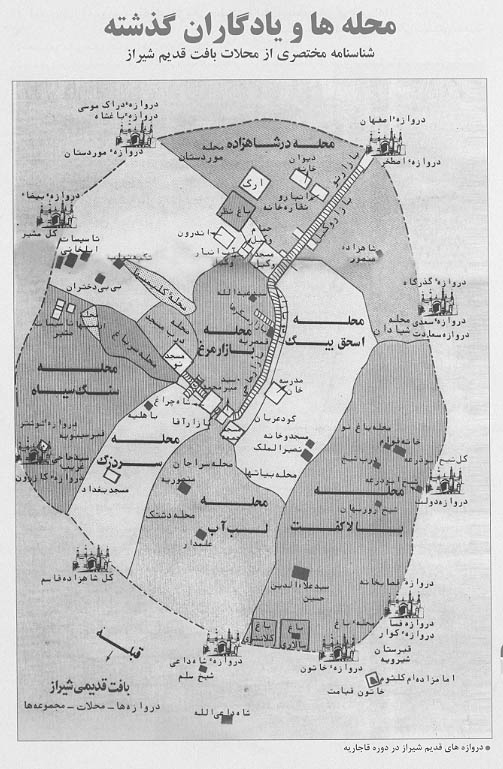
نقشه شیراز قدیم

دروازه اصفهان با نام قدیمی تر دروازه استخر یکی از محله‌های شهر شیراز است. محله دروازه اصفهان واقع در  محله بزرگ  درب شاهزاده  قرار دارد. کوچه چپرخانه یا چاپارخانه در دروازه اصفهان قرار دارد.، محله ده‌بزرگی‌ها، بازارچه فیل در نزدیکی آن است. روزگاری در این محله اعیان و اشراف شیرازی زندگی می‌کردند که شغل بیشتر آن‌ها چوب‌فروشی بود. در حال حاضر جز خرابه‌های دکان‌های قدیمی چیزی باقی نمانده‌است. این محله از ضلع غرب به محله موردستان و از ضلع شرق به خیابان شهناز و منتهی الیه دروازه سعدی متصل است. دروازه اصفهان اطرف جنوب به بازار وکیل شمالی (بازار نو) و از ضلع شمالی به پل علی ابن حمزه و راه ورودی به دروازه قرآن و جاده اصفهان ختم می‌شود که به همین علت از ایام دور به دروازه اصفهان معروف شده‌است. و به همین‌ دلیل که ورودی شهر های   اصفهان و  تهران بوده است،.،مهم ترین دروازه شیراز قدیم بوده است. و مقبره  علی ابن حمزه از نوادگان پیغمبر اسلام و فرزندان موسی کاظم، امام هفتم شیعیان است در نزدیکی این محله قرار دارد. از خانواده‌های معروف این محله می‌توان به خاندان مجرب و خانواده ده‌بزرگی و خانواده عدیله  اشاره کرد.